# Los cuatro elementos de la arquitectura
Los cuatro elementos de la arquitectura es el título de un libro del arquitecto alemán Gottfried Semper. Publicado en 1851, es un intento de explicar el origen de la arquitectura a través de la antropología. El libro divide el edificio en cuatro elementos diferentes: el hogar, el suelo, el techo y el cerramiento. El origen de cada elemento se puede encontrar en la tradición artesanal de los pueblos primitivos:  
- hogar: fuego, cerámica
- suelo: cantería
- techo: carpintería
- cerramiento: tejido

 
Semper afirma que el hogar fue el primer elemento en crearse: 
«en torno al hogar se juntaron los primeros grupos; en torno a él se crearon las primeras alianzas; en torno a él se crearon los primeros conceptos religiosos primitivos que dieron lugar a un culto».
Afirma que el cerramiento, los muros, se originaron en el tejido. Igual que las primitivas cercas hechas de palos y ramas tejidos, la pantalla de tela es la forma más básica de dividir espacios que todavía está en uso en muchas partes del mundo. Sólo cuando hay requerimientos adicionales para el cerramiento (como la necesidad de soportar el techo), el material del muro cambia a algo más fuerte que el tejido. 